# التصاق آفین

یک التصاق آفین روی کره، صفحه مماس آفین را از یک نقطه به نقطه دیگر می‌غلتاند. طی این عملیات، نقطه تماس صفحه مماس با کره، اثر یک منحنی را بر روی کره برجای می‌گذارد. به این عمل در هندسه دیفرانسیل پیشروی (development) گویند.

در هندسه دیفرانسیل، التصاق آفین (Affine Connection)،‏ شیئی هندسی روی منیفلدهای هموار است که فضاهای مماس مجاور را به هم متصل می‌کند. بنابراین این ابزار امکان دیفرانسیل‌گیری از میدان‌های برداری مماس را می‌دهد، به گونه‌ای که همچون توابعی روی منیفلدها عمل می‌کنند که مقادیر خروجیشان در فضای برداری ثابت و فیکس شده‌ای قرار دارند. التصاق‌ها جزو ساده‌ترین روش‌های تعریف دیفرانسیل روی مقاطع کلاف‌های برداری‌اند.

## ارجاعات
1. ↑  Lee 1997, p. 51.
2. ↑  Lee 2018, p. 91.
3. ↑  Lee 2018, p. 88, Connections.